# 레오폴트 인펠트
레오폴트 인펠트(폴란드어: Leopold Infeld, 1898년 8월 20일 ~ 1968년 1월 15일)는 폴란드의 물리학자다.

## 생애
1898년에 오스트리아-헝가리 제국 크라쿠프에서 폴란드계 유대인 가정에서 태어났다. 폴란드는 1918년에 독립하였다. 인펠트는 크라쿠프에 있는 야기에우워 대학교에서 공부하였고, 1920년에 베를린으로 유학하였다. 1921년에 박사 학위를 수여받았다.
1933년에 영국으로 이민하였고, 1933~1934년에는 케임브리지 대학교에 있었다.
그 뒤 다시 미국과 캐나다로 이민하였다. 1936~1938년 동안에는 프린스턴 대학교에서 알베르트 아인슈타인과 일반 상대성 이론을 연구하였고, 또 《물리는 어떻게 진화했는가(영어: The Evolution of Physics)》라는 대중 서적을 아인슈타인과 공저하였다. 1939년에 미국의 수학자인 헬렌 슐라우크(영어: Helen Schlauch)와 결혼하였다.
1945년에 최초로 핵무기가 사용되자 인펠트는 알베르트 아인슈타인과 같이 반핵무기 운동을 펼쳤고, 러셀-아인슈타인 선언에 서명하였다. 이러한 좌익 성향과 제2차 세계 대전 이후 공산 국가가 된 폴란드 출신이라는 점, 또 핵무기의 발달에 관여할 수 있는 이론물리학자라는 점 때문에 캐나다에서 일던 매카시주의에 따라 공산주의자라는 의심을 받았다. 1950년에 캐나다 정부는 인펠트의 캐나다 시민권을 취소하였고, 인펠트는 캐나다를 떠나 폴란드로 이민하였다. (사실, 인펠트는 핵무기와 전혀 관계없는 일반 상대성 이론을 연구하였다.)
1950년에 다시 폴란드로 돌아온 인펠트는 바르샤바 대학교에서 교수직을 얻었고, 바르샤바에서 여생을 보냈다. 1968년 사망하였다. 인펠트는 러셀-아인슈타인 선언 서명인 가운데 노벨상을 받지 못한 유일한 인물이다.